# 过渡需求
在马克思主义理论中，过渡需求（英語：transitional demand）要么是在革命后实现最终需求的一部分，要么是社会主义组织提出的一种鼓动性诉求，旨在将当前形势与实现社会主义社会的目标联系起来，推动向该目标的前进。
最著名的过渡纲领是列夫·托洛茨基撰写的《资本主义的垂死挣扎和第四国际的任务》，该纲领被第四国际采纳。更早的例子包括弗拉基米尔·列宁撰写的《大难临头，出路何在？》。